# Terrades
Terrades (spanisch Terradas) ist eine katalanische Gemeinde (municipio) mit 345 Einwohnern (Stand: 2024) in der Provinz Girona im Nordosten Spaniens. Sie liegt in der Comarca Alt Empordà. Die Gemeinde besteht neben dem Hauptort Terrades aus den Ortschaften La Guardia und Palau Surroca.

## Lage
Terrades liegt etwa 38 Kilometer nördlich von Girona auf einer Höhe von ca. 230 m.  

## Bevölkerungsentwicklung
| Jahr      | 1960 | 1970 | 1981 | 1991 | 2001 | 2011 | 2021 |
| Einwohner | 382  | 247  | 200  | 184  | 210  | 302  | 333  |

## Sehenswürdigkeiten

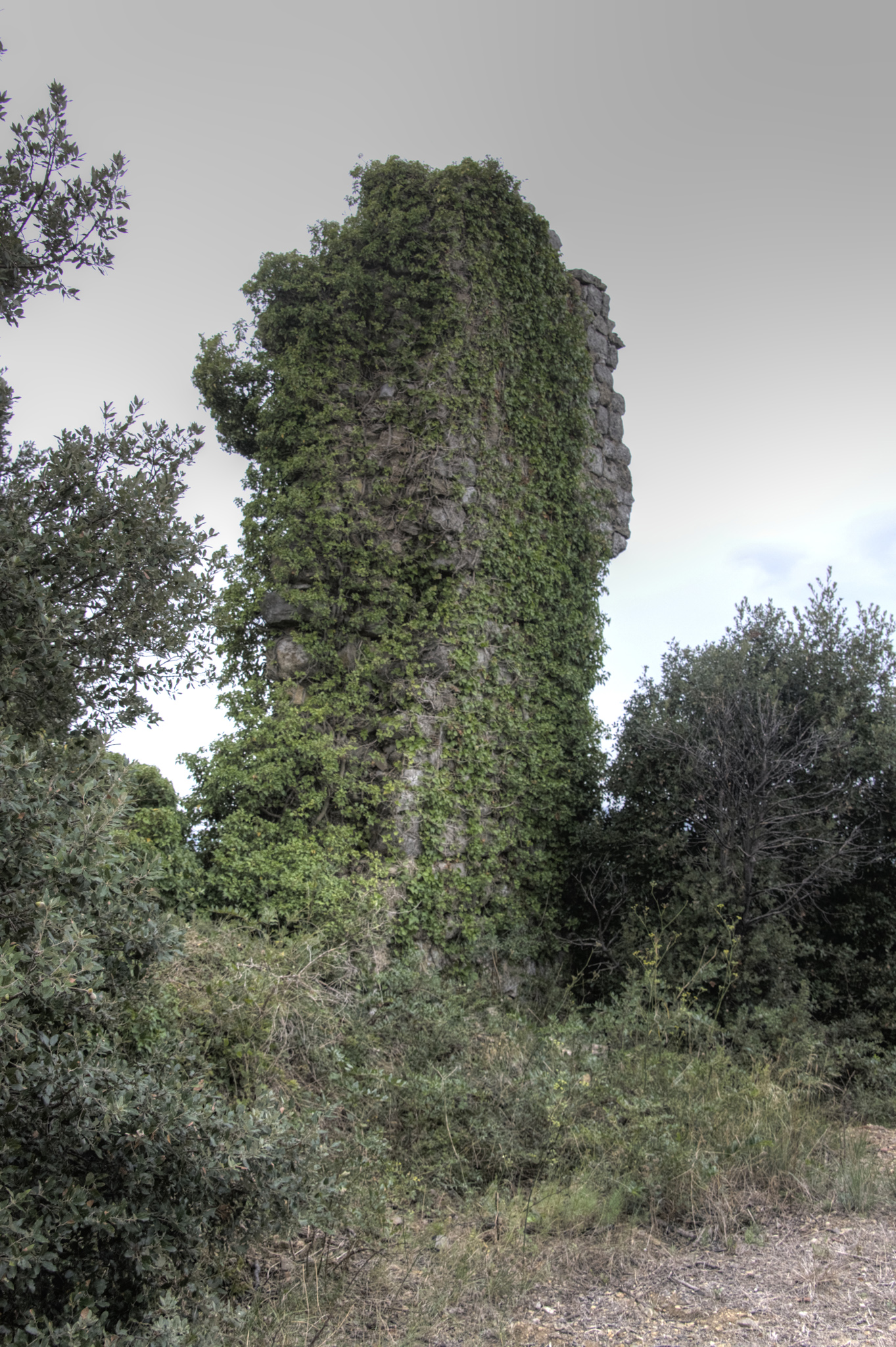
Burgruine von Terrades
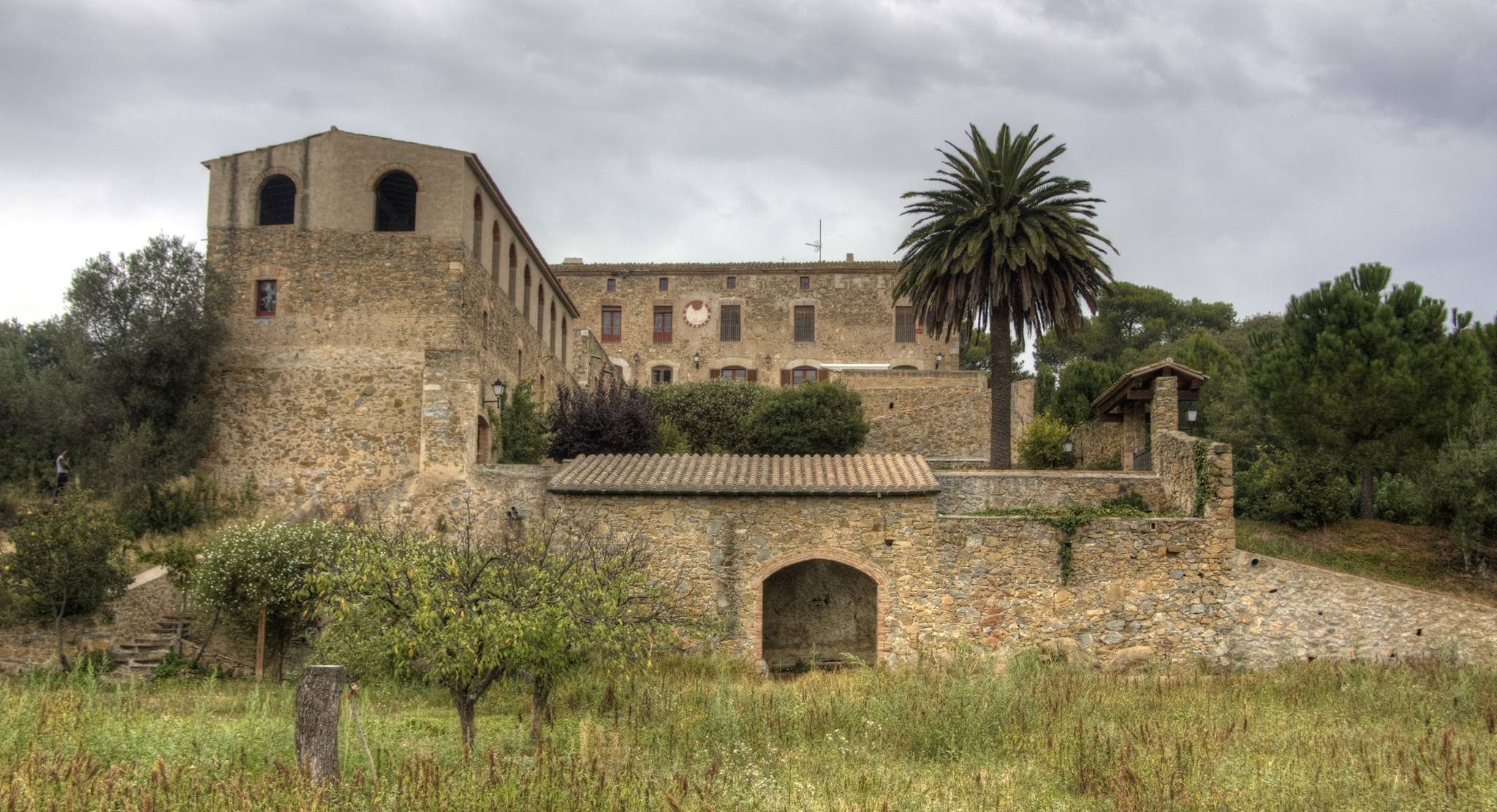
Burganlage von Palau Surroca
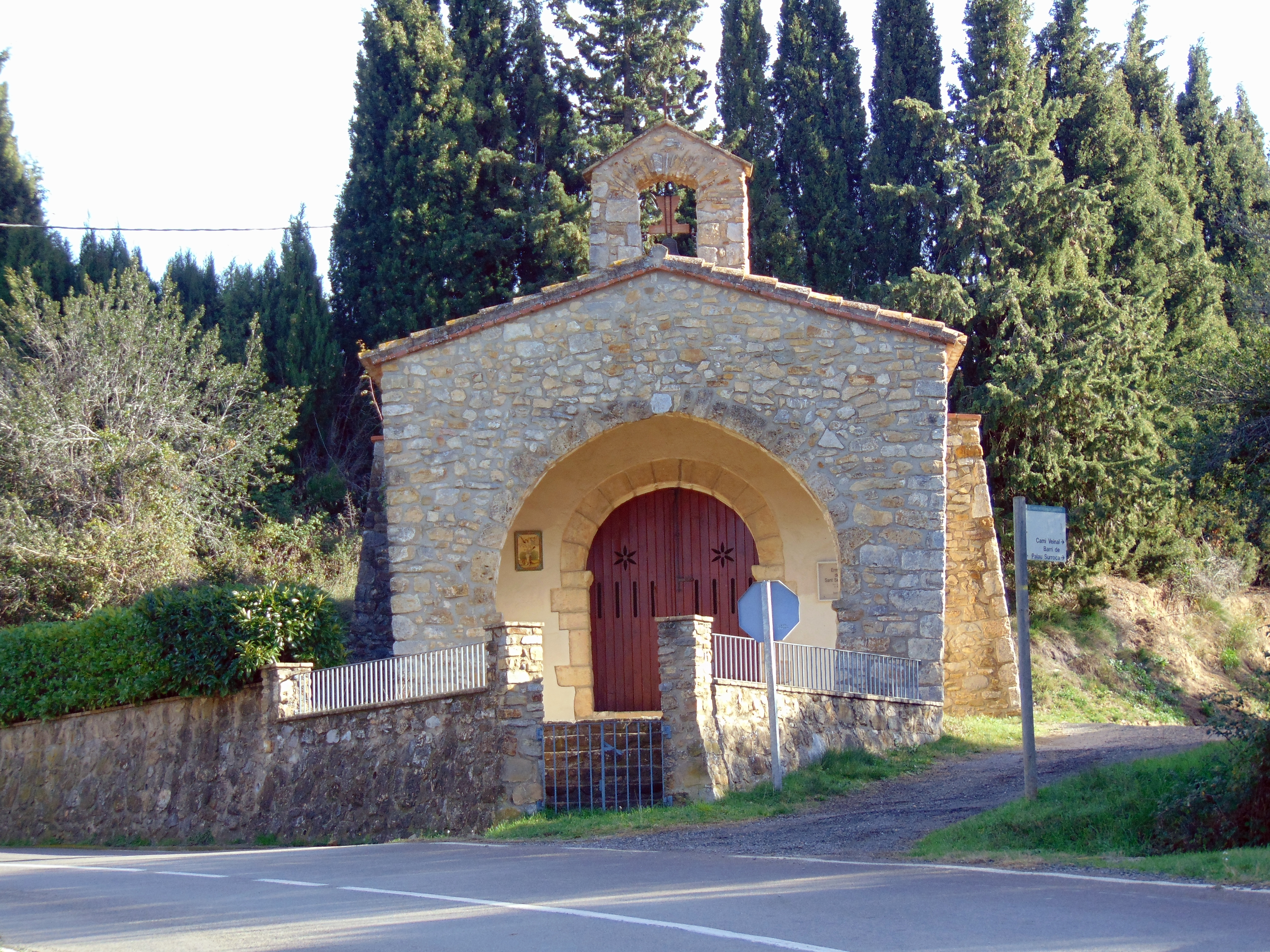
Cäcilienkirche
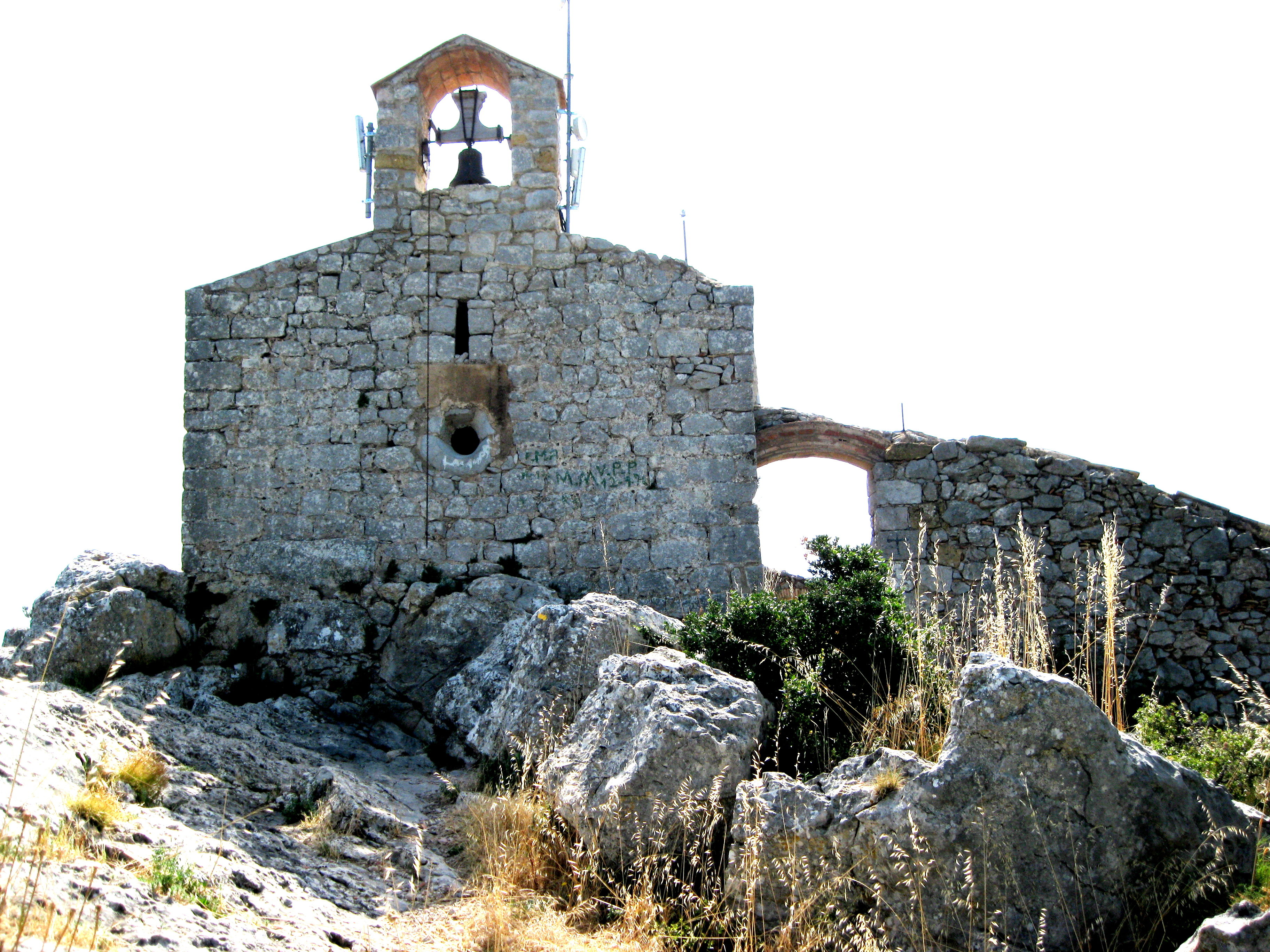
Marienheiligtum
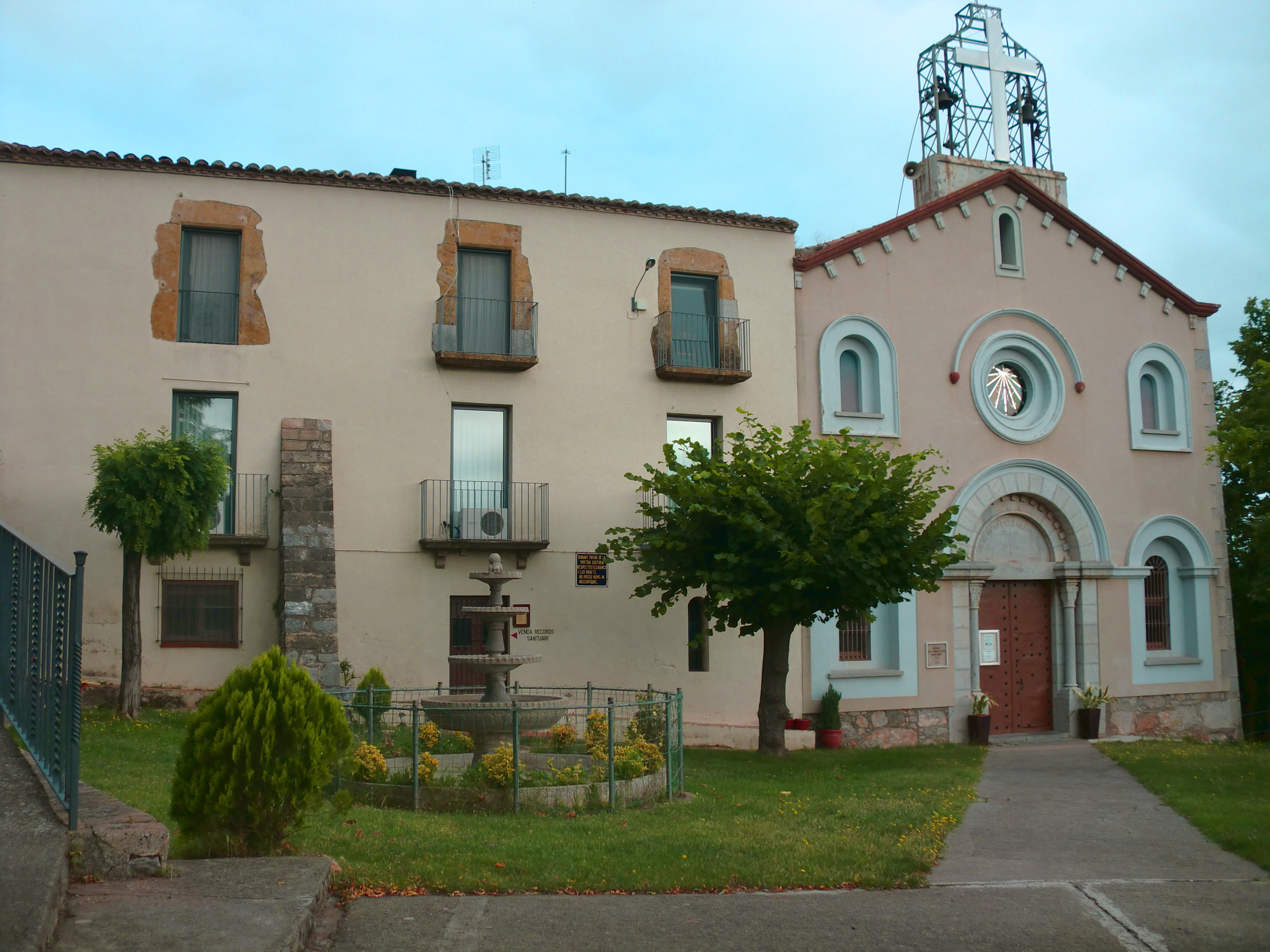
Sebastianuskapelle
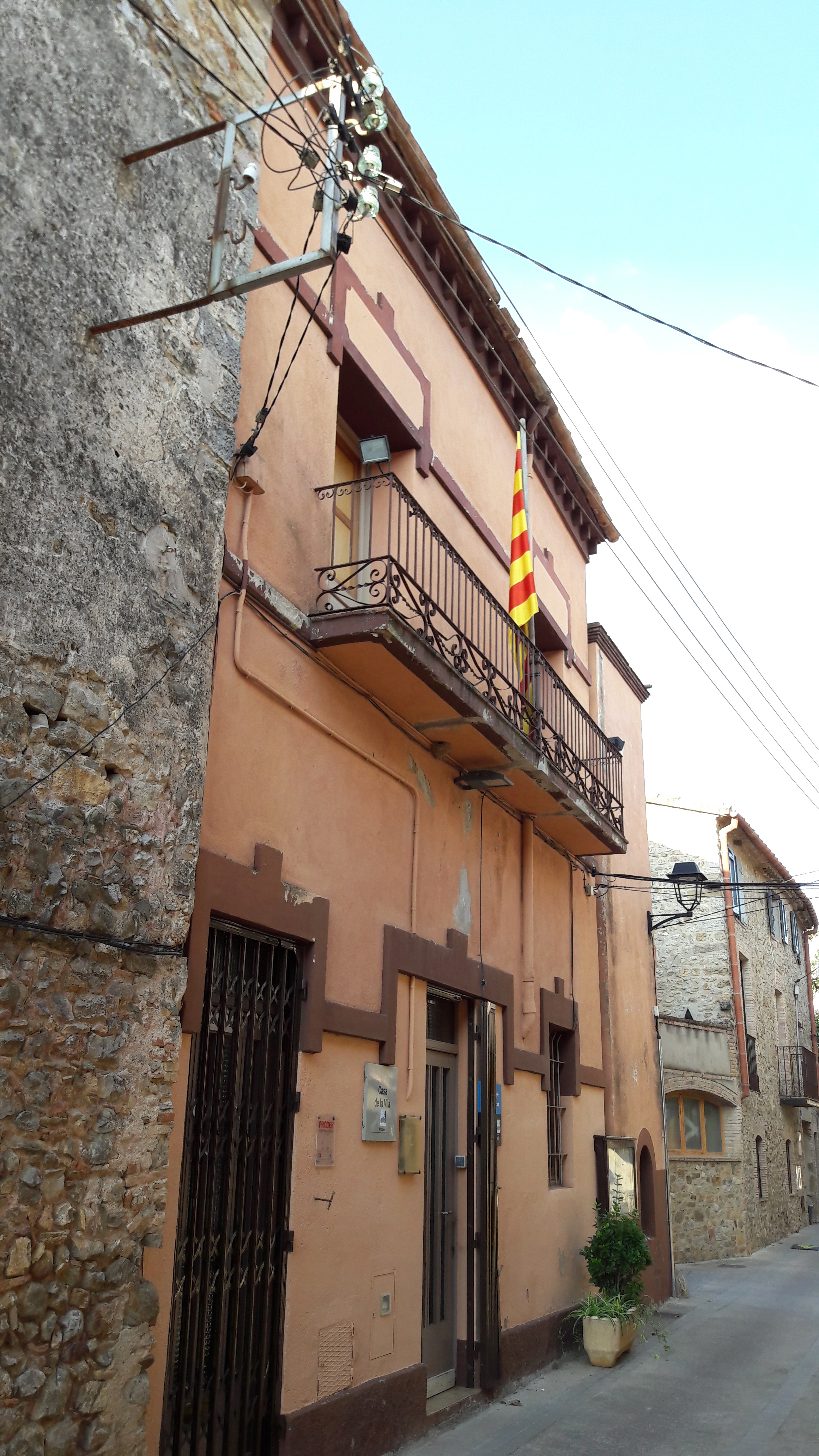
Magdalenenkapelle

- Burgruine von Terrades
- Burganlage von Palau Surroca
- Sebastianuskapelle
- Magdalenenkapelle
- Marienheiligtum
- Rathaus